# 한오종
한오종(1961년 6월 16일 ~)은 OB, 쌍방울에서 뛴 전 야구 선수다. 선발진의 한 축을 맡아 맹활약하던 1988년을 제외하면 1군 경기에 거의 나서지 못했다.
한편, 187CM의 장신 좌완으로 기대가 컸음에도 프로세계가 체질에 맞지 않았던 탓인지 1985년 1이닝만 던진 후 방위병으로 입대했으며 1987년 봄 18개월의 방위복무를 마친 뒤 팀에 복귀했으나 불안한 제구력 탓인지 선발로만 4승을 기록한 1988년 외에는 모두 부진했고 1989년 시즌 후 쌍방울에 지명 트레이드됐으나 2군리그 첫 해인 1990년 4승 6패에 그친 데다 1군리그에서는 이렇다할 활약을 보이지 못한 채 1991년을 끝으로 은퇴했다.

## 출신 학교
- 동대문중학교
- 동대문상업고등학교
- 한양대학교

## 같이 보기
- 1985년 OB 베어스 시즌